# Грузино-украинские отношения
Грузино—украинские отношения — двусторонние отношения между Украиной и Грузией в области международной политики, экономики, образования, науки, культуры и т.д.
Грузия признала независимость Украины 12 декабря 1991 года, дипломатические отношения между двумя странами были установлены 22 июля 1992 года. 5 апреля 1994 в Тбилиси, было открыто посольство Украины. Посольство Грузии на Украине Грузия открыла 19 августа 1994 в Киеве.
По состоянию на август 2013 года договорно-правовая база украинско-грузинских отношений насчитывает 130 документов, регулирующие двусторонние отношения во многих областях. Основными документами являются «Договор о дружбе, сотрудничестве и взаимопомощи между Украиной и Республикой Грузия», «Декларация о развитии отношений стратегического характера между Украиной и Грузией».

## История

### Ранняя история грузино-украинских отношений
Торговые отношения между регионами входящими в современную Грузию и Украину известны с древних времён.
Одной из важных связей между странами в древнейшие времена было экономическое влияние древнегрузинского царства Колхиды, активно торговавшего с древнегреческими полисами, расположенными на территории современного Причерноморья Украины.
После великого переселения народов и славянизации территории современной Украины и возникновения Киевской Руси начались первые дипломатические контакты, а именно династические союзы с Грузинским царством, которые активизировались не позднее XI-ого века.
В XVII веке между Речью Посполитой и западно-грузинскими княжествами шла активная торговля и дипломатическая переписка.

### Период освободительной борьбы 1917—1921 годов

#### Украинской Народная Республика (при Центральной раде) и Грузинский национальный совет

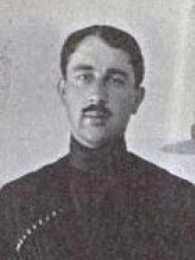
Иван Лордкипанидзе — военный комиссар Грузии при правительстве Украины в декабре 1917 — январе 1918 года

Официальные украинско-грузинские отношения в данный период начали устанавливаться в декабре 1917 года, когда Иван Лордкипанидзе был уполномочен Грузинским национальным советом исполнять обязанности военного комиссара при правительстве Украинской Народной Республики. В январе 1918 года он передал свои полномочия Давиду Вачейшвили.

#### Украинская держава и Грузинская Демократическая Республика
Межправительственные договоры:

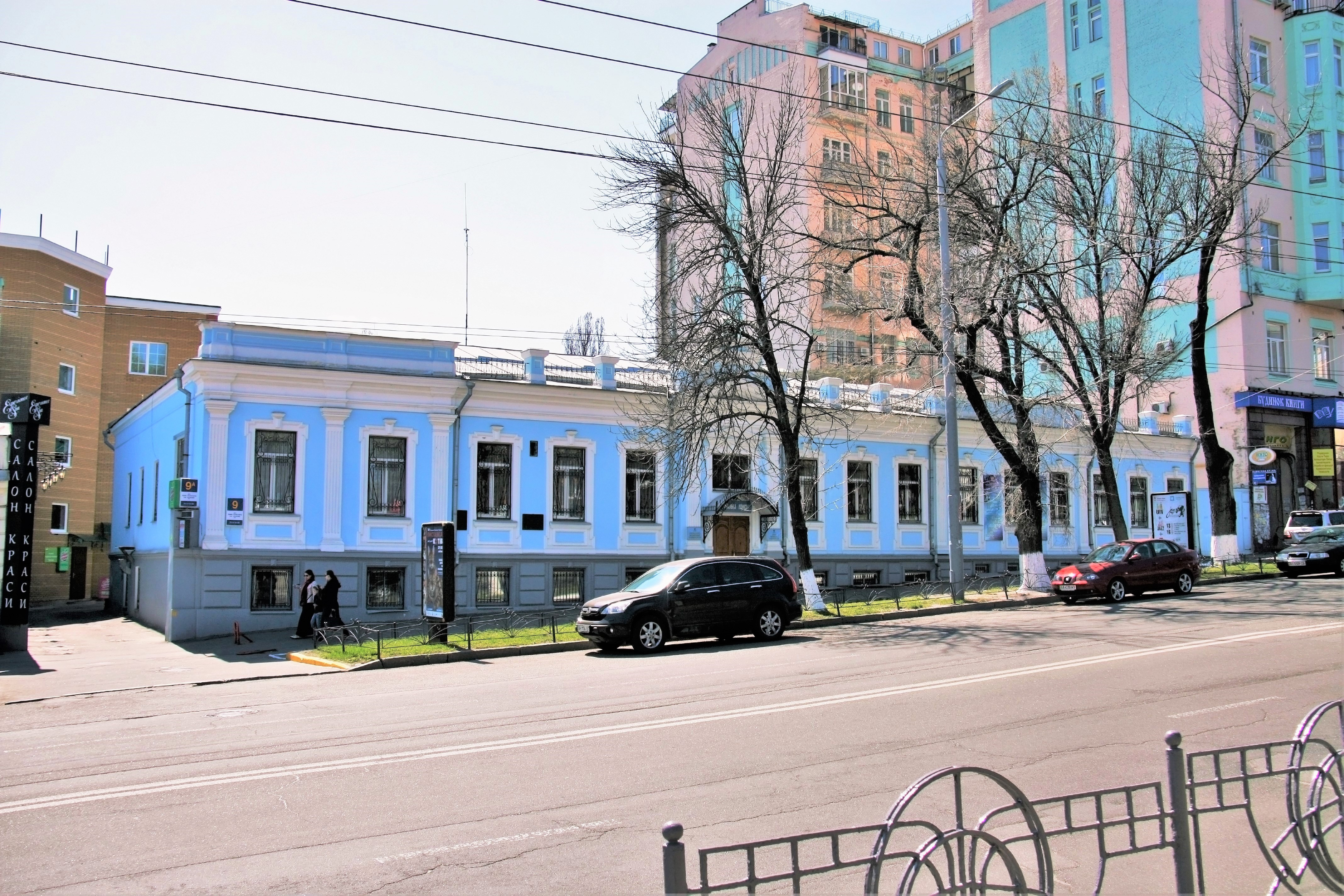
Бывшее здание дипломатического представительства Грузинской Демократической Республики на Украине. Киев, ул. Льва Толстого, 9

- Межправительственная конвенция «Про консульства и торговые отношения, про мореходство и транзит» от 5 декабря 1918 года[5].

## Современные политические и дипломатические отношения
В июле 2010 года министр иностранных дел Грузии Григол Вашадзе прибыл в Украину.
В 2012 году было совершено 7 визитов высшего руководства Грузии на Украину. 31 января — 2 февраля 2012 года Украину с рабочим визитом посетил министр регионального развития и инфраструктуры Грузии Рамаз Николаишвили, 28 марта 2012 Вице-премьер министр Украины, министр инфраструктуры Украины Борис Колесников посетил Грузию. 28—30 марта в Киеве с рабочим визитом находился министр юстиции Грузии Зураб Адеишвили. 18—21 апреля 2012 года на международное мероприятие «Киевский форум» прибыл Вице-премьер Грузии по европейской интеграции Георгий Барамидзе, также он приехал на 7 сессию Межправительственной экономической комиссии. 14—16 июня 2012 года по официальным визитом на Украину прибыл министр иностранных дел Грузии Григол Вашадзе. 24—27 сентября с рабочим визитом на Украину прибыла министр экономики и устойчивого развития Грузии Вера Кобалия. Президент Грузии Михаил Саакашвили с официальным визитом посетил Украину 26—28 ноября 2012 года.
В июле 2017 года президент Украины Пётр Порошенко встретился в Тбилиси с президентом Грузии Георгием Маргвелашвили. Лидеры подписали ряд документов о расширении сотрудничества. Это стало первой официальной встречей президентов Украины и Грузии после евромайдана.
В 2022 г. Украина потребовала от посла Грузии покинуть страну, из-за якобы ухудшения состояния здоровья ее гражданина, экс-президента Михаила Саакашвили, который находится в шестилетнем заключении с октября 2021 года.
Вскоре после начала вторжения России на Украину Украина отозвала своего посла из Грузии, так как Грузия, участвующая во всех международных санкциях против России, не вводила их на двусторонней основе.

### Торговые связи
В 2008 году товарооборот между двумя странами составлял около 800 млн долларов, в 2009 году он превышал 1,5 млрд долларов,  а в начале 2010 года составил 127 млн долларов[прояснить].
В 2012 году Украина вошла в тройку главных торговых партнёров Грузии. Согласно данным Госстата Украины, в 2012 году экспорт товаров и услуг в Грузию составил $540 800 000 (уменьшение на 17,7 %, по сравнению с предыдущим годом). Украина экспортировала в Грузию товары металлургической промышленности, агропромышленного комплекса, машиностроения и химической промышленности. В это время, Грузия экспортировала товаров на $171 700 000 (увеличение на 18,9 %, по сравнению с предыдущим годом): товары агропромышленного комплекса и металлургической промышленности. То есть внешнеторговый оборот Украины с Грузией 2012 года составил $712 600 000.
В 2017 году Грузия, Украина, Молдавия и Азербайджан создали зону свободной торговли, которая основана на принципах и правилах Всемирной торговой организации (ВТО).
В ноябре 2017 года Украина договорилась с Грузией о паромных поставках товаров в обход территории России.
13 мая 2018 года Киев заявил, что изменит соглашение о свободной торговле с Грузией для того, чтобы позволить расширить и диверсифицировать украинский экспорт.

### Культурные связи
Между государствами был подписан ряд соглашений о сотрудничестве в культурной, спортивной, туристической отраслях. Друг с другом сотрудничают лучшие университеты и школы двух стран.
В первой половине 2007 года состоялось взаимное открытие памятников: в марте 2007 года Тарасу Шевченко в Тбилиси и в мае — Шота Руставели в Киеве. 16 марта 2012 опубликован перевод А.Асанидзе на грузинский язык поэмы Ивана Котляревского «Энеида».

### Военное сотрудничество
Поставки вооружения с Украины начались в 1999 году и значительно активизировались после победы «оранжевой революции» в 2005 году.
В 2008 году Украина продала для грузинских вооружённых сил стрелкового оружия и военной техники на сумму 2,5 млрд долларов.
В марте 2017 года глава министерства обороны Украины Степан Полторак и глава военного ведомства Грузии Леван Изория подписали соглашение о сотрудничестве и углублении отношений.

## Диаспора

### Украинцы в Грузии
Согласно данным переписи населения в январе 2002 года в Грузии проживает 7 тысяч украинцев (0,2 % населения страны), что значительно меньше с результатами предыдущей переписи 1989 года, что зафиксировал 52,4 тысячи. Украинцы Грузии объединяются в различные организации (всего 10 объединений). Для согласования деятельности этих организаций был создан Координационный совет украинцев Грузии, издающий свою газету — «Украинский вестник».

### Грузины на Украине
Согласно данным переписи 2001 года на Украине насчитывалось 34 199 грузин.